# Bistum Udaipur
Das Bistum Udaipur (lat.: Dioecesis Udaipurensis) ist eine in Indien gelegene römisch-katholische Diözese mit Sitz in Udaipur.

## Geschichte
Das Bistum Udaipur wurde am 3. Dezember 1984 durch Papst Johannes Paul II. aus Gebietsabtretungen des Bistums Ajmer und Jaipur errichtet und dem Erzbistum Agra als Suffraganbistum unterstellt. Erster Bischof wurde Joseph Pathalil. Am 25. März 2002 gab das Bistum Udaipur Teile seines Territoriums zur Gründung des Bistums Jhabua ab.

## Territorium
Das Bistum Udaipur umfasst die Distrikte Udaipur, Rajsamand, Bhilwara, Chittorgarh, Dungarpur und Banswara im Bundesstaat Rajasthan sowie den Tehsil Thandla des Distriktes Jhabua im Bundesstaat Madhya Pradesh.

## Bischöfe
- Joseph Pathalil, 1984–2012
- Devprasad John Ganawa SVD, seit 2012